# Maremoto

Onda di maremoto dell'Oceano Indiano nel 2004

Il maremoto (composto di mare e moto, sul modello di terremoto) è un moto ondoso anomalo del mare, originato il più delle volte da un terremoto sottomarino o prossimo alla costa e più raramente da altri eventi che comportano uno spostamento improvviso di una grande massa d'acqua quali, per esempio, una frana di grandi dimensioni, un'eruzione vulcanica sottomarina o l'impatto di un corpo celeste come un meteorite o un asteroide.
Di solito, per i maremoti di origine sismica le onde hanno ampiezza modesta e sono poco visibili in mare aperto (una nave al largo potrebbe anche non accorgersi del passaggio di un’onda di maremoto) e concentrano la propria forza distruttiva in prossimità della costa quando, a causa del fondale meno profondo, si sollevano e si riversano  nell'entroterra. L'intensità di un maremoto è in relazione con la quantità di acqua spostata al momento della formazione del maremoto stesso.
Il maremoto in letteratura scientifica viene indicato con la parola tsunami che si è diffuso anche nel linguaggio comune soprattutto a seguito del catastrofico maremoto dell'Oceano Indiano del 2004, che ebbe grandissima risonanza mediatica per il numero delle vittime e l'entità dei danni. Il termine tsunami è giapponese e letteralmente significa "onda nel porto", e deriva dal fatto che un maremoto è in grado di superare le difese portuali che invece proteggono dall'ordinario moto ondoso. Il termine tsunami è stato a volte utilizzato dai mezzi di comunicazione in modo improprio, ad esempio: tsunami di ghiaccio, tsunami di neve, tsunami di nuvole.
È invece sbagliato denotare un maremoto con il termine onda anomala (in inglese rogue wave o freak wave), che in oceanografia indica un fenomeno nettamente distinto, non legato a eventi improvvisi che provocano spostamenti di enormi masse d'acqua.

## Descrizione

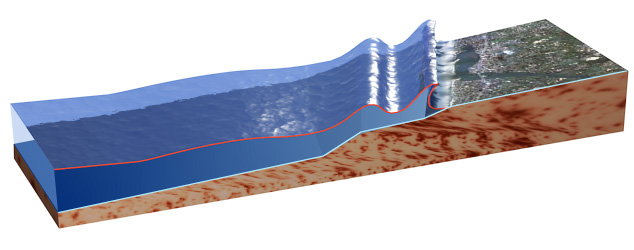
Modellino rappresentante l'onda frangente di un maremoto.

L'evidenza sperimentale suggerisce che un forte sisma non genera necessariamente un maremoto ed allo stesso tempo sismi della stessa magnitudo non generano necessariamente movimenti della massa d'acqua della medesima intensità: l'occorrenza del maremoto dipende infatti dalle modalità con cui si modifica/altera il fondale oceanico nei dintorni della faglia, cioè dal tipo di scorrimento della crosta oceanica in corrispondenza della frattura tra placche tettoniche.
Alcuni maremoti possono innescarsi anche se l'epicentro del sisma non è localizzato al di sotto della superficie oceanica bensì nell'entroterra costiero a pochi chilometri dalla costa: generalmente ciò avviene con terremoti di intensità elevata o catastrofica, in grado di produrre comunque grandi spostamenti d'acqua anche ad una certa distanza dal mare per semplice propagazione delle onde sismiche dall'entroterra verso la superficie d'acqua o per il moto dell'intera placca.
Lo spostamento d'acqua prodotto si propaga progressivamente in superficie creando onde superficiali molto lunghe (aventi cioè una lunghezza d'onda tipicamente di qualche centinaia di chilometri) e quindi di lungo periodo (qualche decina di minuti) in condizioni di mare aperto. Per confronto le normali onde marine hanno lunghezze d'onda di pochi metri e un periodo di solo qualche secondo, mentre le onde di tempesta hanno lunghezze al massimo 150 m e periodo di una decina di secondi: la lunghezza, l'estensione e il periodo delle onde di un maremoto sono quindi molto superiori a quelle delle comuni onde marine, da cui il nome di onda lunga, mentre solo l'altezza dei due tipi di onda può essere paragonabile tra loro. Inoltre nelle comuni onde marine solo il volume d'acqua degli strati superficiali dell'oceano è direttamente mosso dal vento, mentre nel maremoto il fenomeno dell'onda coinvolge l'intera colonna d'acqua, dal fondale alla superficie.
In virtù di ciò la pericolosità e la devastazione generata da un maremoto non dipende quindi dalla sua ampiezza sulla superficie marina, quanto dal volume globale di massa d'acqua interessata dal fenomeno, in quanto trattasi di onda molto estesa in profondità. Per questo motivo la massa d'acqua coinvolta in un maremoto è enormemente maggiore di una qualunque onda di tempesta. Quest'onda può essere semplificata come fenomeno composto da un inviluppo di onde; la lunghezza d'onda di decine di chilometri si riduce notevolmente nei pressi della costa, dove la riduzione della profondità del fondale non permette più l'"accomodamento" del volume d'acqua lungo un'onda con ampiezza ridotta: in altre parole il mantenimento del moto dell'onda e del volume di acqua coinvolto produce una forte crescita in altezza dell'onda, che non viene in alcun modo fermata dalla linea di costa o da eventuali barriere artificiali, progettate sulle dimensioni delle onde di tempesta, riversandosi pesantemente nell'entroterra costiero.
La forza distruttiva di un maremoto è proporzionale al volume d'acqua sollevato e dunque un terremoto avvenuto in pieno oceano può essere estremamente pericoloso per le zone costiere limitrofe se in grado di sollevare e spostare tutta l'acqua presente al di sopra del fondale marino anche solo di pochi centimetri. Per questo motivo, a parità di magnitudo, terremoti sottomarini che si originano al di sotto di superfici d'acqua profonde, al limite nei pressi di fosse oceaniche, generano maremoti più devastanti rispetto a sismi che si originano sotto superfici marine meno profonde.

### Propagazione
Quando un maremoto si origina e si propaga nei pressi della linea costiera, lo si definisce locale. Altri maremoti riescono invece a propagarsi per migliaia di chilometri attraversando interi oceani: questi sono generalmente di origine tettonica, poiché gli scivolamenti del terreno in acqua e le esplosioni vulcaniche causano di solito onde di minore lunghezza che si attenuano velocemente. La velocità di propagazione dell'onda di maremoto in alto oceano è elevata, dell'ordine delle centinaia di chilometri orari, potendo raggiungere i 500–1000 km/h, con lunghezze d'onda di centinaia di chilometri e altezze centimetriche poco osservabili se non con particolari e apposite strumentazioni. Possono manifestarsi anche effetti non lineari nella propagazione, con fenomeni anti-dispersivi (propagazione solitonica) e su lunghe distanze l'onda subisce inevitabili, ma lenti fenomeni di attenuazione, che tuttavia non evitano la crescita di ampiezza dell'onda al suo frangimento sulla costa.
Se la frattura della crosta terrestre è estesa per decine, centinaia, o anche migliaia di km, tendono a generarsi onde piane che hanno un'attenuazione inferiore alle onde sferiche o circolari: esse sono capaci, quindi, di coprire distanze notevolmente maggiori fino ad attraversare interi oceani.

### Infrangimento
Una volta generata, l'energia dell'onda di maremoto è costante e funzione della sua altezza e velocità, a meno delle attenuazioni sopraddette. Come avviene per la comune propagazione ondosa nel mare, quando l'onda si avvicina alla costa incontra un fondale marino sempre più basso e rallenta il suo fronte diventando così più corta e, per il principio di conservazione dell'energia, la diminuzione della profondità del fondale di propagazione causa una trasformazione da energia cinetica ad energia potenziale, con sollevamento o crescita in altezza/ampiezza dell'onda (shoaling). In conseguenza di tutto ciò le onde di maremoto in prossimità delle coste rallentano fino a circa 90 km/h con lunghezze d'onda tipiche di vari chilometri, diventando onde alte molti centimetri o addirittura molti metri, fino a raggiungere altezze in alcuni casi anche di decine di metri quando raggiungono la linea costiera. Il rallentamento dell'onda in prossimità della costa è descritto dall'equazione di Laplace per le onde di gravità nei fluidi incomprimibili: nel limite di acqua bassa (ossia in cui la lunghezza d'onda è molto maggiore della profondità del mare) si ha infatti che la velocità di propagazione è pari a {\displaystyle {\sqrt {gh}}}, con {\displaystyle g} l'accelerazione di gravità e {\displaystyle h} appunto la profondità.
Nessuna barriera portuale è in grado di contrastare un'onda di questo tipo, che appunto i giapponesi chiamano "onda di porto": i maremoti possono causare dunque gravi distruzioni su coste e isole con perdite di vite umane. Le onde create dal vento, invece, muovono solo le masse d'acqua superficiali, senza coinvolgere i fondali, e si infrangono sulle barriere portuali. Ecco perché anche onde alte diversi metri, perfino una decina di metri (sono numerose sulle coste del Pacifico), provocate dal vento, non trasportano abbastanza acqua da penetrare nell'entroterra. Viceversa un maremoto può rivelarsi devastante, perché la quantità d'acqua che trasporta subito dietro il fronte d'onda gli permette di riversarsi fino a centinaia di metri (talvolta anche per chilometri) nell'entroterra. La penetrazione nell'entroterra è chiaramente facilitata se la superficie è piana e senza barriere naturali come rilievi, colline.

### Occorrenza
Le zone più a rischio maremoto sono quindi quelle costiere in prossimità di aree sismogeniche, quali quelle presenti vicino ai confini di placche tettoniche dove si registrano i terremoti più forti della Terra: questo corrisponde sostanzialmente all'intera area della cintura di fuoco circumpacifica, su ciascuna costa occidentale ed orientale, e a quella dell'Oceano Indiano, meno frequentemente nell'Oceano Atlantico e nel Mar Mediterraneo.

## Storia
- La prima (possibile) descrizione di un maremoto storicamente accertata è reperibile nella Bibbia, dove si cita il passaggio degli Ebrei attraverso il Mare di Canne (o Mare di Giunco), identificato con un certo margine d'incertezza con l'area dell'attuale Mar Rosso non lungi da Porto Said. L'attraversata degli Ebrei del braccio di mare (una laguna, assai probabilmente) fu favorita, secondo alcuni storici[5], dal ritiro improvviso delle acque indotto dall'esplosione del vulcano sull'isola greca di Thera (attuale Santorini) attorno al 1627 a.C., ed anche il successivo fronte ondoso di ritorno che travolse gli Egizi sarebbe stato conseguenza del medesimo evento.
- Nel 426 a.C., lo storico greco Tucidide descrisse un maremoto, nella sua opera sulla Guerra del Peloponneso, nella quale ipotizzò che fosse stato innescato da un terremoto sottomarino.
- Nel 362 d.C., un violentissimo sisma accompagnato da maremoto interessò l'area dello Stretto di Messina, radendo al suolo Messina e Reggio. Rinvenimenti archeologici, lapidi ed epitaffi testimoniano che l'evento tettonico ha provocato un'elevatissima mortalità, distruggendo numerosi piccoli centri abitati e riducendo drasticamente la popolazione stanziata nell'area.
- Il 21 luglio 365 d.C., un violentissimo sisma colpisce Creta; ne seguì un maremoto che devastò Alessandria d'Egitto, le fiorenti città dell'Africa settentrionale, le coste ioniche di Sicilia e Calabria, la Grecia e la Palestina. Fu descritto dallo storico romano Ammiano Marcellino (Res Gestae 26.10.15-19). La stima delle vittime è approssimativamente di 50 000 morti, questo evento è ripercorso, attraverso la descrizione dello storico romano, in Storia del declino e della caduta dell'Impero romano di Gibbon.
- Il 4 febbraio 1169 un maremoto fece 20 000 vittime a Catania.
- Il 20 maggio 1202 uno scorrimento nella zona delle faglie del Mediterraneo orientale provocò un maremoto che devastò Grecia, Turchia, Egitto, Sicilia, Siria e Palestina. Dalla documentazione storica si evince che le vittime siano state circa 1 200 000, stima che, se confermata, proietterebbe questo cataclisma al vertice degli eventi catastrofici naturali. Stime moderne parlano in realtà di 30 000 vittime dirette di terremoto e maremoto, con il resto dei morti dovuto a carestie ed epidemie, indotte dagli effetti del sisma.
- Intorno al 1255 un violento terremoto seguito da maremoto ridusse in rovina Siponto, spingendo così Manfredi di Sicilia a rifondare la città in un'altra zona, ribattezzandola Manfredonia.
- Nel mese di maggio del 1257 un maremoto colpì la linea di costa da Gaeta sino al Volturno, come riportato dal Chronicon Suessanum: il mare si ritirò non lontano dal bagnasciuga per la distanza di un tiro di balestra e il fenomeno durò circa un'ora, poi talmente tumultuò il mare sulla spiaggia che uscì oltre i consueti termini.
- Il Faro d'Alessandria, costruito in età ellenistica, venne abbattuto dalle onde generate da un maremoto al largo di Creta, nel 1303. Al suo posto, sulla penisola di Rabat el Tin, venne edificato successivamente un forte.
- Un maremoto colpì il Golfo di Napoli nel 1343, probabilmente causato da una frana sottomarina a Stromboli.[6]
- Onde di maremoto si formarono nel Golfo di Taranto in seguito al terremoto dell'Italia centro-meridionale del 1456.
- Le coste italiane e greche, in particolare, furono colpite dai maremoti il 9-11 gennaio 1693 (60 000 morti).
- Da ricordare anche il maremoto che completò la devastazione causata dall'incendio provocato dal terremoto di Lisbona del 1755. L'ondata provocò la morte di almeno 55 000 persone nella capitale lusitana ed almeno altre 10 000 in Marocco.
- In Calabria e in Sicilia ci fu un maremoto nel 1783 che fece 1 500 vittime a Reggio Calabria e 630 a Messina.
- Nel 1792 un'eruzione del Monte Unzen in Giappone innescò un maremoto che causò circa 15.000 morti.[7]
- Nel 1883 in Indonesia a seguito dell'eruzione del vulcano Krakatoa si generò un violento maremoto con onde alte 40 m che colpirono le coste di Giava e Sumatra
- Nel 1908 vennero colpite nuovamente Messina e Reggio Calabria.
- Il maremoto con la massima altezza raggiunta dalla relativa onda, si è verificato in Alaska il 9 luglio del 1958 nella baia di Lituya: l'onda raggiunse l'altezza di 525 metri; sarebbe stata capace di ricoprire abbondantemente il Taipei 101 (Taiwan), uno degli edifici più alti del mondo. Tuttavia il maremoto della baia di Lituya, classificabile come megatsunami, non fu uno causato da un terremoto sottomarino, bensì da un gigantesco smottamento di terra: circa 30 milioni di metri cubi di roccia caddero in mare sollevando l'enorme massa d'acqua.[8]
- Un maremoto sconvolse le isole Hawaii in seguito al terribile sisma che, il 22 maggio 1960 funestò il Cile.
- Al largo della costa di Hokkaidō, in Giappone, in conseguenza di un terremoto, il 12 luglio 1993. Come risultato, 202 persone sulla piccola isola di Okushiri persero la vita, e altre centinaia furono ferite o disperse.
- Il 26 dicembre 2004 un maremoto colpì il sud-est dell'Asia e causò almeno 230 000 morti, numerosi feriti e senzatetto.
- Il 17 luglio 2006 un maremoto colpì le coste di Giava, in Indonesia: 547 persone morirono e 233 rimasero ferite.
- Il 30 settembre 2009 un maremoto colpì il versante meridionale delle isole Samoa nel Pacifico: il numero provvisorio è di oltre 100 vittime.
- Il 25 ottobre 2010 un maremoto si abbatté nuovamente sull'Indonesia, in seguito ad un terremoto di magnitudo 7,7. Morte più di 300 persone
- L'11 marzo 2011 alcuni maremoti hanno devastato il Giappone e zone limitrofe in seguito ad un terremoto di magnitudo 9.
- Il 28 settembre 2018 un maremoto ha devastato parte della costa dell'isola di Sulawesi, in Indonesia in seguito ad un terremoto di magnitudo 7,5, provocando oltre 4 300 morti.
- Il 30 ottobre 2020 un maremoto di modeste dimensioni ha colpito l'isola di Samos (Grecia) e le coste della provincia di Izmir (Smirne) in Turchia, in seguito ad un terremoto di magnitudo 7 localizzato dal Centro Allerta Tsunami dell'INGV alle ore 12:51 italiane in mare, a nord dell'isola di Samos ad una profondità di circa 10 km. Una vittima è associata a tale evento.

### In Italia
A causa della limitata magnitudo dei terremoti che interessano l'Italia (comparati a quelli delle zone circumpacifiche) le coste italiane non sono state interessate da eventi simili a quelli avvenuti nel 2004 in Indonesia e nel 2011 in Giappone. Tuttavia, a causa dell'elevata densità di popolazione e della particolare conformazione orografiche che a volte costringe gli abitati in strette fasce costiere delimitate alle spalle da catene montuose, i maremoti in Italia hanno avuto spesso conseguenze disastrose. Un forte maremoto interessò il Gargano nel 1627 e pochi decenni dopo un altro seguì il Terremoto del Val di Noto, del 1693, quando una gigantesca ondata devastò le coste orientali della Sicilia dopo che il mare si era ritirato di centinaia di metri. In questo caso l'epicentro del sisma si ritiene fosse situato sotto il fondo del mare, una trentina di chilometri al largo di Augusta.
Nel 1783 in quello che è passato alla storia come "il terremoto delle Calabrie" tutta la regione fu colpita da una sequenza di tre forti terremoti e un maremoto colpì violentemente lo Stretto di Messina e le aree tirreniche immediatamente a nord. In particolare a Scilla si verificò una tragedia di proporzioni colossali quando la popolazione fuggendo dalla prima scossa del 5 febbraio si accampò sulla spiaggia di Marina Grande. Nella notte un ulteriore sisma, di magnitudo inferiore ma localizzato proprio nell'area dello stretto, generò una frana (la frana del monte Campallà) che entrò in mare causando un'onda di maremoto che raggiunge la limitrofa spiaggia di Marina Grande con onde alte fino a 9 m, causando 1.500 vittime.
Il terremoto di Messina del 1908 innescò un maremoto di impressionante violenza che si riversò sulle zone costiere di tutto lo Stretto di Messina con ondate devastanti stimate, a seconda delle località della costa orientale della Sicilia, da 6 m a 12 m di altezza. Il maremoto in questo caso provocò migliaia di vittime, aggravando il numero dovuto al terremoto. È possibile che frane sottomarine abbiano contribuito al maremoto.
Un movimento dell'acqua di dimensioni più contenute si verificò nel dicembre 2002 nel Mar Tirreno. L'onda generata da una frana sottomarina che a sua volta portò al crollo in mare di una parte della "Sciara del Fuoco" del vulcano Stromboli, di portata limitata ma alta fino a 10 metri, distrusse parte delle zone costiere abitate dell'isola di Stromboli causando danni e disagi anche alla navigazione.
Preoccupazioni in tal senso sono state espresse più volte dall'INGV riguardo alla remota possibilità di un cedimento del vulcano sottomarino Marsili nel Tirreno meridionale in grado di generare maremoti sulle coste tirreniche dell'Italia centro-meridionale.

### Il maremoto del 26 dicembre 2004

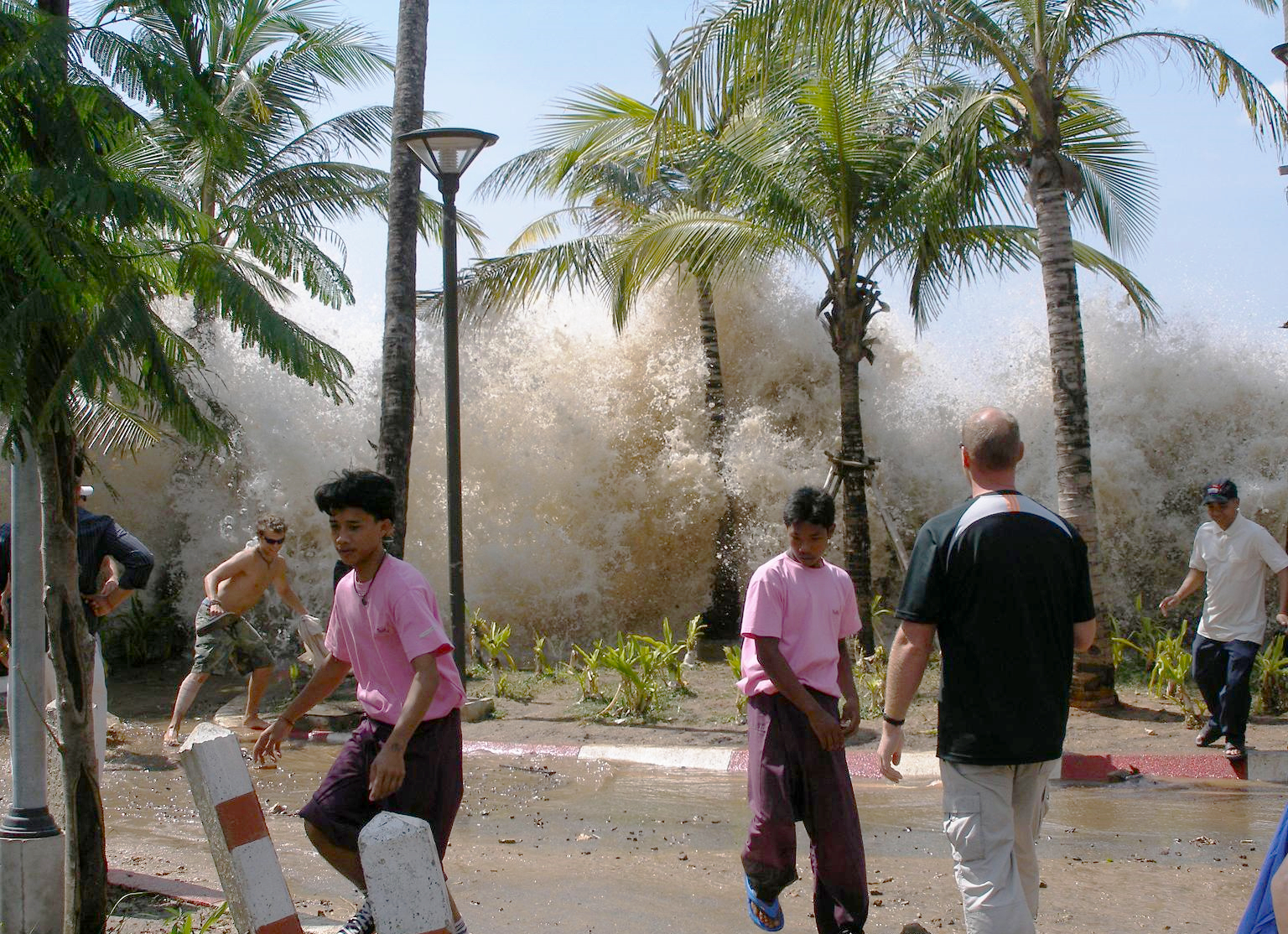
Il maremoto dell'Oceano Indiano del 2004 quando raggiunge la Tailandia nel film The Impossible.

Il 26 dicembre 2004 il violento maremoto che colpì le coste thailandesi e indonesiane non provocò (più o meno colpevolmente, anche per la mancanza di un sistema ufficiale di allarme automatizzato e l'inaspettata proporzione del fenomeno) un efficace allarme sulle coste dell'India e dello Sri Lanka, dove l'onda distruttrice arrivò dopo circa quattro ore provocando ulteriori 40 000 vittime. Verosimilmente ci sarebbe stato tutto il tempo per avvertire, via radio, polizia locale, sms e televisione, le popolazioni dei villaggi costieri, in modo da farle fuggire a piedi anche solo a 500 metri dalla costa.
I danni alle persone sarebbero stati molto più lievi. Qualcosa non ha funzionato, anche in assenza di precedenti vicini nel tempo, ma comunque in quattro ore un allarme anche incompleto avrebbe potuto essere diramato dalle autorità, che invece rimasero incerte sul da farsi. Gli osservatori sismologici in tutto il mondo avrebbero dovuto tempestare di allarmi le autorità del grande Paese asiatico, avvertendo che l'onda, di cui già si conosceva l'entità e la pericolosità estrema, sarebbe giunta di lì a poche ore sull'India meridionale e su Ceylon, dopo aver attraversato velocemente il Golfo del Bengala. Ma ciò non fu fatto e l'onda arrivò fin sulle coste africane della Somalia dove si registrarono alcune decine di vittime.

### Il maremoto dell'11 marzo 2011

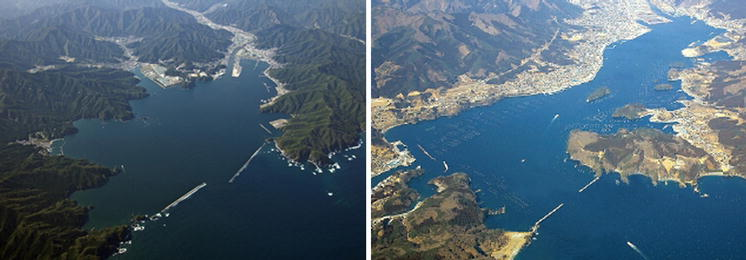
I frangiflutti della città di Kamaishi e di Ofunato prima del maremoto in Giappone dell'11 marzo 2011.

Venerdì 11 marzo 2011, venne registrata nella zona nord-orientale dell'isola di Honshū in Giappone, una violenta scossa di magnitudo 9 della scala Richter, il più grande sisma registrato nello stato nipponico in epoca moderna. La scossa fu registrata dai sismografi alle 14:45, ora locale, ad una profondità di 24,4 km con epicentro a poco più di 100 km al largo di Sendai. La violenta scossa, che causò molti danni e il blocco di diverse centrali nucleari nonché il disastro nucleare di Fukushima, provocò un enorme maremoto che si abbatté violentemente sulle coste giapponesi appena poche decine di minuti dopo con onde alte fino a 10 metri. All'alba del 14 marzo, secondo la tv di stato giapponese NHK e la polizia di Miyagi, i morti sarebbero più di 10 000, i dispersi oltre 10 000 e gli sfollati circa 700 000.

## Aspetti previsionali e preventivi

Simbolo di identificazione di zone con pericolo tsunami, definito dalla norma ISO 7010.

Mentre per i sismi è possibile attuare efficaci procedure di prevenzione attiva del territorio attraverso la realizzazione di infrastrutture ed edifici con rigorose norme e tecniche antisismiche, per il maremoto non è possibile una protezione diretta in quanto, trattandosi di un onda lunga ad enorme portata, qualunque ragionevole barriera eretta lungo la costa verrebbe sopraffatta e scavalcata dall'immensa forza dell'onda. Non potendo quindi evitare efficacemente alcun tipo di danno materiale la sola possibile forma di prevenzione contro i maremoti è la protezione passiva ovvero sistemi di previsione e successiva allerta delle popolazioni potenzialmente vittime cercando quindi di abbattere almeno la perdita di vite umane.
In particolare un evento sismico potenzialmente maremoto-genico può essere predetto da vari istituti di sismologia in varie parti del mondo, tuttavia sperimentalmente si osserva che non tutti i sismi sottomarini ad elevata energia liberata causano un movimento del fondo oceanico tale da innescare poi effettivamente un maremoto con numerosi possibili falsi allarmi.
Pur essendo in corso numerosi esperimenti volti alla determinazione di un modello fisico-matematico affidabile capace di correlare in maniera certa ed efficace il verificarsi di un maremoto, non esiste al momento alcun tipo di modello affidabile in questo senso. Altri studi previsionali sono fatti tramite simulazioni al calcolatore per studiare gli effetti del frangimento di eventuali onde anomale generate da maremoto sulle coste fornendo mappe di pericolosità.
L'unico modo efficace a tutt'oggi per rilevare l'effettiva generazione di un maremoto da parte di un sisma sottomarino è la misurazione diretta della variazione del livello marino subito dopo la rilevazione del terremoto. Attualmente misurazioni per l'inoltro di allarmi precoci, con il necessario livello di attendibilità, possono essere effettuate soltanto tramite l'impiego di sistemi posizionati sul fondo marino e capaci di trasmettere in tempo reale i dati acquisiti. A causa dell'elevata velocità di propagazione del maremoto sugli alti fondali e, supponendo di voler disporre di almeno un'ora di preavviso, è necessario dunque dispiegare piattaforme di rilevazione dell'onda ad una distanza di circa mille chilometri dalla costa che si intende proteggere/allertare. Naturalmente in questo caso la sorgente dovrà necessariamente localizzarsi ad una distanza maggiore.
In nessun caso però eventuali e raffinati modelli teorici di previsione e sistemi di misurazione del livello del mare sarebbero in grado di proteggere da un maremoto se questo fosse invece innescato da un fenomeno sismico molto vicino alla linea di costa in quanto risulterebbe vano ogni tentativo di allertare in tempo la popolazione. In questi particolari casi di rischio come unica, ma efficace misura di prevenzione attiva sarebbe quella di non costruire insediamenti di alcun tipo lungo le coste fino a qualche km nell'entroterra.
Molte città che si affacciano sull'oceano Pacifico, principalmente in Giappone ma anche nelle Hawaii, possiedono già da tempo sistemi di allarme e testate procedure di evacuazione in caso di gravi maremoti, mentre altre zone costiere a rischio risultano ancora scoperte.
A seguito degli eventi catastrofici del 26 dicembre 2004, quando un maremoto generato da un terremoto sul fondo dell'oceano ha provocato profonde devastazioni e centinaia di migliaia di vittime in diversi paesi costieri del Mar delle Andamane e dell'Oceano Indiano, il governo tailandese ha immediatamente approvato all'unanimità una proposta di intervento per la prevenzione di tali disastri ed ha formulato un programma sistematico per l'evacuazione delle aree nelle province litoranee sul Mar delle Andamane di Thailandia.
Il programma d'evacuazione ha previsto l'installazione di un sistema pubblico di allarme immediato e l'indicazione dei punti di riunione ed itinerari per l'evacuazione più brevi dalla zona della spiaggia.
In un progetto pilota, un sistema di allarme immediato è stato installato in tre punti strategici lungo la spiaggia di Patong. Successivamente, l'installazione dei sistemi di allarme immediato è stata realizzata in ciascuna delle sei province della Thailandia del sud, tra le quali Krabi.
I dati sull'intensità di una possibile onda provocata da un ipotetico terremoto o maremoto saranno elaborati e trasmessi al sistema d'allarme immediatamente via satellite e nel caso in cui ci sia un'alta probabilità di occorrenza di uno tsunami, sarà lanciato un immediato allarme alle zone ad elevato rischio intorno alla Thailandia.
Sistemi di avvertimento ed allarme composti da sirene, luci lampeggianti rosse, oltre a messaggi audio-registrati in varie lingue, entreranno immediatamente in funzione.
Il sistema d'allarme sarà coadiuvato dalle stazioni radiofoniche (FM 169.696) e dall'invio automatico di oltre 20 milioni di messaggi SMS.
L'agenzia meteorologica tailandese, a completamento del sistema, ha installato verso la fine del 2007, tre stazioni abissali nel Mar delle Andamane per la misurazione in tempo reale degli tsunami, al fine di evitare che il possibile reiterarsi di probabili falsi allarmi induca la popolazione costiera a dubitare dell'efficacia del sistema.
Gli allarmi generati soltanto sulla scorta di dati sismologici devono, infatti, essere considerati soltanto come "avvisi di probabile Tsunami" e non come allarmi veri e propri.